# Saints Row 2
Saints Row 2 é um jogo eletrônico de ação em terceira pessoa, produzido pela Volition, Inc. e distribuído pela THQ, tendo sido lançado em outubro de 2008 para os consoles Xbox 360 e PlayStation 3, e em janeiro de 2009 para Windows. Trata-se da continuação do game Saints Row, criado em 2006. Uma sequela, intitulada Saints Row: The Third, foi lançada em 15 de Novembro de 2011. Saint Row 2 vendeu aproximadamente 400.000 unidades no primeiro mês de lançamento. Até o momento, vendeu mais de 3 milhões e meio de cópias no mundo, entrando para as séries "Platinum Hits" e "Greatest Hits" do Xbox 360 e PlayStation 3, respectivamente.
O jogo possuí três conteúdos acessíveis via download para PlayStation 3 e Xbox 360: Ultor Exposed, Corporate Warfare e Ünkut Pack. Os dois primeiros adicionam novas roupas, veículos e missões; já o Ünkut Pack adiciona apenas roupas. Na PlayStation Network (PSN) assim como na Xbox Live Arcade (XBLA), os conteúdos Ultor Exposed e Corporate Warfare custam U$ 9,99 cada, enquanto que o Ünkut Pack é de graça.
O protagonista anda pela cidade de Stilwater (agora ainda maior) matando, roubando e cometendo diversos tipos de atrocidades e atividades criminosas.
Desta vez, o objetivo do jogo não é mais salvar a gangue "3rd Street Saints", mas sim vingar-se e conseguir redenção perante a cidade que jogou-o à morte no final do primeiro jogo. Contudo, o enredo não é permeado pelo humor leve encontrado anteriormente, e sim por uma atmosfera sinistra e sombria, envolvendo traição, morte e muita ação.

## Enredo
Depois da explosão ocorrida no Iate privado do vereador Richard Hughes no primeiro Saints Row, o protagonista sofre vários ferimentos graves e, logo em seguida, é pego pela polícia. O protagonista entra imediatamente em estado de coma, permanecendo assim por 5 anos, até que finalmente acorda, dando ao jogador a oportunidade de customizar completamente o personagem por meio de cirurgias plásticas, podendo editar a cor, raça, sexo e atributos mentais do gângster, como o seu modo de andar, falar ou até mesmo "xingar". Após a operação, um jovem conhecido por Carlos Mendoza o convida a participar de um plano para escapar da penitenciária de Stilwater. Intento conseguido, Carlos o leva de volta ao subúrbio da cidade, explicando ao jogador as mudanças que ocorreram na ilha depois de cinco longos anos passados dentro da prisão, devido ao coma. O protagonista se dirige então à loja de roupas Sloppy Seconds, onde se dá um "banho de loja" com apenas 500 dólares. Após a compra, ele se encaminha à um clube de strippers no distrito da Luz Vermelha (Red Light District) denominado "Tee-N-Ay".
Ao entrar no clube, o protagonista do game recebe a notícia pela televisão de que Johnny Gat, um antigo membro de sua gangue, seria julgado por mais de 300 assassinatos no mesmo dia. Imediatamente ele se levanta  percebe que a Third Street Saints havia acabado, sendo que muitos de seus antigos membros teriam morrido ou se unido a outras gangues que teriam se aproveitado dessa situação e, assim, roubado territórios que antes pertenciam à tal gangue. Entre os membros mais importantes da gangue que se uniram a outros grupos, estão o líder Julius Little, que se tornou zelador da Igreja Ultor (antigo esconderijo da Third Street Saints); Dexter Jackson, chefe de operações da corporação Ultor; e Troy Broadshaw, chefe da polícia de Stilwater, antes trabalhando como um oficial disfarçado na gangue no primeiro Saints Row.
Como forma de reconquistar tais territórios, o protagonista do jogo dá início a um processo de seleção de novos tenentes que o ajudarão a espalhar o nome dos Saints por toda a Stilwater e desestimular a influência de gangues rivais. Após cumprir alguns desafios propostos pelos aspirantes a tenente, eis que surge os primeiros integrantes da renovada Third Street Saints: Carlos Mendoza, antigo conhecido do jogador e agora também responsável por lidar com a Irmandade, liderada por Maero,que,depois de colocarem lixo tóxico na tinta da tatuagem de Maero, sua namorada, Jessica, retorna o favor acorrentando Carlos na parte traseira de um caminhão, resultando em sua morte;Pierce Washington, novo estrategista da gangue e principal fonte de informação contra os Ronin; e Shaundi, uma valiosa aliada por já ter integrado os Filhos de Samedi. Junto ao líder dos Saints, está Johnny Gat, um dos últimos remanescentes da formação original e principal aliado do jogador contra os Ronin e a corporação Ultor.

## Local do jogo
Saints Row 2 se passa no ano de 2011 na fictícia cidade de Stilwater, a mesma cidade do game anterior.[carece de fontes?] É localizada no fim de uma península separada ao meio por um enorme rio. Baseada nas cidades de Chicago, Detroit e Kansas, faz parte do estado de Michigan e sua população estimada é de seis milhões. Em Saints Row 2, ela está aproximadamente 145% maior do que em Saints Row, sendo formada por 45 distritos distintos caracterizados por uma imensa variedade de cenários, entre eles florestas, periferias, centros comerciais urbanos, áreas domiciliares e uma região constituída de arranha-céus. A cidade possui também uma prisão de segurança máxima, muito semelhante a de Alcatraz, no qual o protagonista deve escapar logo na primeira missão. Além disso, apresenta uma usina nuclear, também separada de grande parte da população de Stilwater. Já na ilha principal, podemos encontrar uma Chinatown, um departamento de polícia, uma caverna, uma universidade, um cemitério, clubes de strip, diversos hospitais, hotéis luxuosos e uma imensa variedade de lojas que permitem ao jogador mudar sua aparência, comprar ou alterar os aspectos de um carro, comer um lanche ou usufruir de drogas e bebidas ilícitas. Grande parte do estrondoso desenvolvimento econômico da cidade em um período tão curto de tempo deve-se a corporação Ultor, originalmente uma simples fabricante de produtos de moda que se aproveitou do conflito constante entre gangues rivais para comprar e modernizar territórios, passando a atuar diretamente nos setores militar e político da cidade e, eventualmente, tornar-se assim a maior força comercial de toda a Stilwater. Todas as gangues de Stilwater (com a exceção dos Sons of Samedi) têm ou já tiveram alguma ligação com a Ultor. A cidade é altamente vulnerável a desastres naturais, sendo que muitas das mudanças geográficas da região devem-se a um terremoto ocorrido anos atrás, que abalou as estruturas de inúmeros edifícios e casas, fazendo com que muitos habitantes da ilha migrassem para áreas próximas não afetadas pelo desastre.[carece de fontes?]

## Gangues

### Third Street Saints
Dispersos no início de Saints Row 2, os Saints são uma gangue composta por vários bandidos e ex-condenados. Antigamente nomeados como os reis da cidade, os Saints foram forçados a abandonar o seu território em Saints Row pela Corporação Ultor, uma grande organização que modernizou o bairro pobre. Os Saints atuam agora a partir da cave de uma igreja abandonada e esquecida, e esperam recuperar a glória que perderam há muitos anos. São melhor caracterizados pela sua cor: Roxo.

### Ronin
Shogo Akuji deixou Tóquio para criar os Ronin, uma das mais recentes gangues que espalha o medo pela cidade de Stilwater com a sua violência implacável. Recrutando os seus elementos não só entre a população asiática, mas também entre os imigrantes, a gangue cresceu em número ao atrair membros com as suas motos vistosas e roupas de cabedal. As suas atividades envolvem o tráfico de drogas, jogo, prostituição, corridas ilegais e extorsão de dinheiro, e o seu poder 
chegou mesmo à administração de corporações como a Ultor.

### Os Filhos de Samedi
São uma gangue haitiana que monopolizou o submundo das Caraíbas e que se espalhou por Stilwater. Influenciado pelo vudu e por uma história de corrupção militar no Haiti, a gangue desenvolveu uma forte combinação de espiritualismo e intrepidez. Os membros são atraídos para a gangue através do respeito pelos seus métodos, o desejo de lucro fácil resultante do tráfico de drogas ou através da coacção. A sua principal fonte de rendimento é uma droga chamada "Loa Dust", que substituiu o ecstasy como droga de eleição de muitos estudantes.

### A Irmandade
Vítima da guerra entre gangues e da corrupção policial, Maero é natural de Stilwater e formou a Irmandade recrutando os marginalizados pela sociedade. Postos de parte devido ao seu estatuto e às suas tatuagens, eles formaram uma força sólida e intimidante, determinada a vingar-se da polícia e da cidade. Dada a sua falta de capacidade para a lavagem de dinheiro e chantagem, eles limitam-se a assaltar lojas com um grande caminhão, levando tudo o que podem. Se alguém se intromete, morre. A sua definição de guerra subtil é a extorção extremamente violenta. A Irmandade tem como imagem de marca os numerosos piercings e tatuagens, cores vivas e grandes camiões.

### Corporação Ultor
A Corporação Ultor iniciou a sua atividade como empresa de confecção e rapidamente se transformou num grande império, comercializando muitos produtos de marcas famosas. Injetaram dinheiro em Saints Row para criar um bairro moderno para a cidade e uma nova sede para a corporação, expulsando os pobres para outros distritos. Agora que a reabilitação de Saints Row está concluída, têm em vista o projecto Shivington. Eles incentivam as guerras entre gangues e ficam a assistir à devastação do distrito. Esperam então pelo momento certo para entrar em cena e restruturar o distrito, à custa dos pobres e em benefício dos seus acionistas.

## Jogabilidade
Saints Row 2 é um jogo de ação em terceira pessoa similar ao grande sucesso da Rockstar: Grand Theft Auto. Nele o protagonista anda pela cidade de Stilwater (agora ainda maior) matando, roubando e cometendo diversos tipos de atrocidades e atividades criminosas.
Desta vez, o objetivo do jogo não é mais salvar a gangue "3rd Street Saints", mas sim vingar-se e conseguir redenção perante a cidade que jogou-o à morte no final do primeiro jogo. Contudo, o enredo não é permeado pelo humor leve encontrado anteriormente, e sim por uma atmosfera sinistra e sombria, envolvendo traição, morte e muita ação.
No que se refere à jogabilidade, são encontradas diversas novidades, como veículos novos — entre eles motos, barcos, aviões e helicópteros —, uma personalização ampliada dos personagens, novas missões paralelas, e é claro, o modo multiplayer que agora conta com um modo cooperativo onde dois jogadores podem se aventurar no modo campanha realizando missões, ou em um mundo amplo e aberto cheio de mistérios até o momento.

## Recepção
A versão dos consoles de Saints Row 2 recebeu, em sua maioria, críticas positivas. A versão para Microsoft Windows, entretanto, recebeu notas relativamente menores devido à Lags constantes e outros problemas técnicos. A versão de PlayStation 3 recebeu uma média de 83% baseado em 45 análises no GameRankings, e 82% baseado em 50 análises no site Metacritic. 1UP.com deu ao jogo a nota B, aclamando suas inovações em um jogo de Sandbox. Eurogamer avaliou-o como 9/10, por ser "um dos jogos mais ridículos e divertidos do ano". Game Informer deu a nota 8.75/10, dizendo que "no seu próprio estilo filme-b, é um jogo realmente divertido" e com "horas de diversão". GameSpot avaliou o jogo com a nota 8.0/10, relatando que "do início ao fim, este é um dos jogos de caos urbano mais divertidos que existe por aí".